# جیرازوله
جیرازوله (به ایتالیایی: Girasole) یک منطقهٔ مسکونی در ایتالیا است که در استان الیاسترا واقع شده‌است.

## خصوصیات
جیرازوله ۱۳٫۰ کیلومترمربع مساحت و ۱٬۰۲۰ نفر جمعیت دارد و ۱۰ متر بالاتر از سطح دریا واقع شده‌است.